# Port lotniczy Semporna
Port lotniczy Semporna (IATA: SMM, ICAO: WBKA) – port lotniczy położony w Semporna, w stanie Sabah, w Malezji.